# Bregaglia
Pour les articles homonymes, voir Val Bregaglia.
Bregaglia (en lombard : Bargaia ; romanche : Bregaglia ; en allemand : Bergell, obsolet) est une commune suisse des Grisons italiens. 
Située dans la région de Maloja, elle est créée le 1er janvier 2010 à la suite de la fusion des anciennes communes du val Bregaglia : Vicosoprano (qui en 1971 avait incorporé la municipalité supprimée de Casaccia), Stampa, Bondo, Soglio et Castasegna.
La commune est composée des localités de Bondo, Borgonovo, Castasegna, Coltura, Maloja, Montaccio, Soglio, Stampa, Vicosoprano. Le chef-lieu de la commune se situe dans la localité de Stampa ; le siège municipal est à Promontogno.
Bregaglia est la seule commune existante de langue italienne et de religion protestante, si l'on exclut les communes vaudoises du Piémont.
Elle fait partie de l'association contextuelle italienne Pro Grigioni. 

## Histoire

Vue aérienne (1954).

Le val Bregaglia était une voie de communication fondamentale déjà à l'époque de l'Empire romain, non pas selon les axes routiers d'aujourd'hui, mais du fait de l'étape aujourd'hui peu pertinente du col du Septimer dont le contrôle était encore crucial au Moyen Âge, attirant ainsi les prétentions du diocèse de Coire qui le plaça sous son pouvoir. Lorsqu'en 1367, il fut l'objet de l'intérêt des Habsbourg, les communes de l'évêché, dont celles de « Sopraporta » et « Sottoporta » dans lesquelles Bregaglia était divisée, fondèrent la Ligue de la Maison-Dieu.
Dans divers documents historiques, Bregaglia est indiquée avec le nom de Pregallia, comme dans un écrit datant de 1798 relatif à la Pregallia di Sotto Porta (Bregaglia di Sottoporta). Dans cet écrit historique, la date de 1471 est mentionnée comme l'année où Bregaglia rejoint le « Rhätische Bünd ». Toujours sur la base de ce document, il semblerait que depuis l'année 1024, les habitants jouissaient d'une relative indépendance.

### Bondo
Sous la dynastie des Carolingiens, Bondo appartientt au Ministerium Bergallia, qui dépend des premiers évêques de Coire ; après 960, il appartient directement à l'évêque. L'église de la vallée de S. Maria à Castelmur est mentionnée pour la première fois en 988, tandis que l'église du village de Bondo, S. Martino, est consacrée en 1250. Pendant le Moyen Âge central, Bondo fait partie de plusieurs villages connus collectivement sous le nom de Di là dell'acqua (« De l'autre côté de l'eau »), qui sont rattachés au district de Sotto Porta/Unterporta. En 1367, Bondo, avec le reste de Sotto Porta/Unterporta, rejoint la Ligue de la Maison-Dieu (allemand : Gotteshausbund). En 1380, il est mentionné pour la première fois sous le nom de Bondo. En allemand, il est également connu sous le nom de Bundth et en romanche sous le nom de Buond.
En 1552, la réforme protestante atteint le village. Au cours du xvie siècle, une partie de la population quitte Bondo pour l'Italie, et plus tard, pour l'Europe de l'Est, soit comme boulangers, soit comme soldats. Cette tendance se poursuit au xxe siècle, sauf que beaucoup partent maintenant pour le nord des Grisons ou le reste de la Suisse.
Pendant la guerre de Trente Ans, les Trois Ligues sont secouées par le Bündner Wirren ou Confusion des Ligues, alors que les ligues décentralisées se battent pour la religion et la politique. En 1621, pendant la Confusion, les troupes espagnoles incendient toute la ville, détruisant environ 248 structures. La ville est reconstruite le long de nouvelles rues centrales.

### Castasegna
Castasegna possède la plus grande forêt de châtaigniers d'Europe, connue sous le nom de Brentan. Le nom de la ville signifie châtaigneraie et l'arbre figure sur les armoiries.

### Autres localités
Soglio est mentionné pour la première fois en 1186 sous le nom de Solio, Stampa après 1354 sous le nom de Stamppa et Vicosoprano en 1096 sous le nom de Vicus Supranus.

## Blason
La commune a repris les armoiries du district de Bergell, dont elle était la seule commune.
Blason : En argent sur un socle de bouclier noir en étain taillé un bouquetin noir marchant debout à droite, en armure rouge.

## Géographie

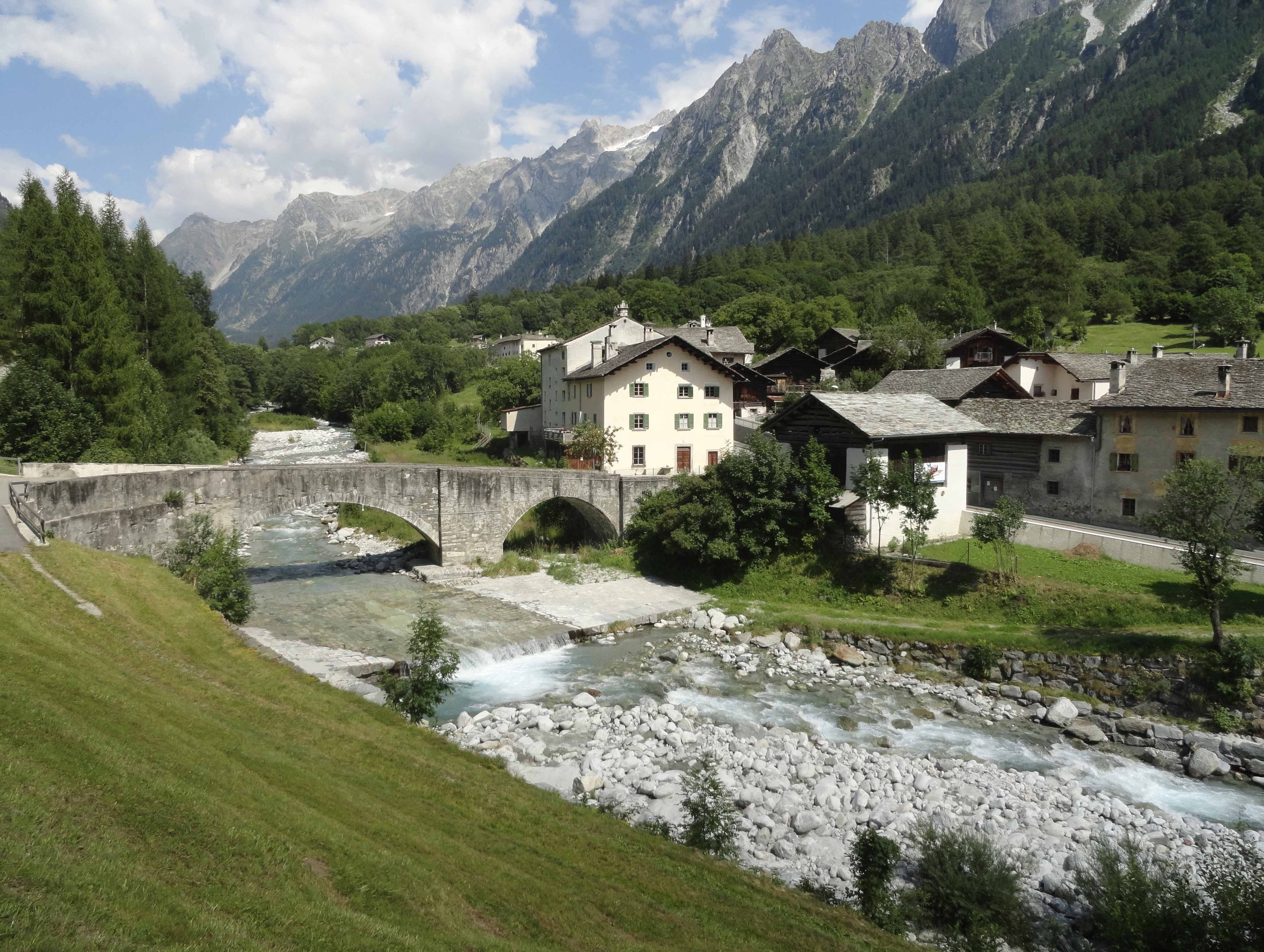
La Maira à Stampa.

Photo aérienne de Werner Friedli (1954).

Bregaglia est située dans le val Bregaglia qui lui donne son nom. Le village de Maloja sur le col du même nom appartient également à la commune et en est la seule partie en Haute-Engadine. La commune comprend le val Bregaglia suisse, baigné par la rivière Orlegna depuis le col de la Maloja jusqu'au point où il se jette dans la Maira en aval de Casaccia. De là, la Maira (qui prend sa source sur le Piz Duan et traverse le Val Maroz avant de rejoindre l'Orlegna) continue de creuser la vallée jusqu'à Castasegna. Le territoire communal comprend les plus hauts sommets des Alpes rhétiques, qui culminent dans les 3 367 m au Pizzo Cengalo à la frontière avec l'Italie. La commune s'étend au-delà du bassin versant alpin, comprenant la région de Maloja, le col de la Maloja, la source de l'Inn et une partie du lac de Sils en Engadine.
Bregaglia a une superficie (selon l'enquête 2004/09) de 251,45 km2. Environ 14,1 % de cette superficie est utilisé à des fins agricoles, tandis que 21,6 % est boisé. Sur le reste des terres, 0,9 % sont habitées (bâtiments ou routes) et 63,4 % sont des terres dites "improductives". Au cours des décennies 1979/85-2004/09, la quantité de terres colonisées a augmenté de 37 ha et les terres agricoles ont diminué de 355 ha.
Stampa, le village situé au centre de la vallée, est à 17 km de Chiavenna, 32 km de Saint-Moritz, 76 km de Sondrio, 80 km de Lecco, 92 km de Lugano, 100 km de Davos et Coire, 110 km de Côme, 137 km de Milan et 224 km de Zurich.
La vallée est divisée en deux sections, définies par la localité La Porta immédiatement en amont de Promontogno. La partie à l'ouest de la Porta s'appelle Sottoporta, a un climat méditerranéen et un dialecte moins influencé par le romanche, tandis que la partie à l'est, appelée Sopraporta, a un climat alpin, donc beaucoup plus rude, et un dialecte plus prononcé d'influence romane.
Un grave glissement de terrain s'est produit au Piz Cengalo, entraînant une lave torrentielle jusqu'au village de Bondo à la fin du mois d'août 2017.
Les changements climatiques menacent les régions de montagne. Au val Bregaglia, les autorités locales adaptent l’aspect des ouvrages de protection contre les dangers naturels selon les traditions rurales. La région est nommée pour le Prix du paysage du Conseil de l’Europe.

## Climat
Soglio a une moyenne de 101,8 jours de pluie par an et reçoit en moyenne 1 459 mm de précipitations. Le mois le plus humide est mai, mois pendant lequel Soglio reçoit en moyenne 179 mm de précipitations sur 12,7 jours. Le mois le plus sec de l'année est février avec une moyenne de 55 mm de précipitations sur 12,7 jours. Soglio enregistre en juillet 2019 une quantité de pluie record pour le Sud des Alpes de 37.3 mm en 10 minutes.
Vicosoprano a une moyenne de 111,4 jours de pluie par an et reçoit en moyenne 1 492 mm de précipitations. Le mois le plus humide est mai, mois pendant lequel Vicosoprano reçoit en moyenne 1 785 mm de précipitations sur de 13,3 jours. Le mois le plus sec de l'année est février avec une moyenne de 72 mm de précipitations sur 13,3 jours.

## Démographie
En décembre 2019, Bregaglia avait une population de 1 555 habitants. En 2014, 13,4 % de la population est constituée de ressortissants étrangers résidents. Au cours des années 2010-2014, la population a changé avec un taux de -3,62 %. Le taux de natalité dans la municipalité, en 2014, était de 7,7 pour mille habitants, tandis que le taux de mortalité était de 11,6.
En 2014, les enfants et les adolescents (0-19 ans) représentaient 16,6 % de la population, tandis que les adultes (20-64 ans) représentaient 59,2 % et les personnes âgées (plus de 64 ans) 24,2 %. En 2015, il y avait 608 résidents célibataires, 726 personnes mariées ou pacsées, 124 veuves ou veufs et 78 résidents divorcés.
En 2014, 692 ménages privés résidaient à Bregaglia avec une taille moyenne de 2,21 personnes par ménage. En 2013, le taux de construction de nouveaux logements pour 1 000 habitants était de 1,28. En 2015, le taux de vacance de la commune était de 0,87 %.
L'évolution historique de la population est la suivante :

## Langues
La majorité de la population parle l'italien et le bregagliotto, un dialecte lombard-alpin aux influences romanches.
Alors que Maloja est bilingue allemand et italien, les autres endroits ont des majorités italophones, avec des minorités germanophones de 10 à 20 %. Un dialecte lombard est parlé à Bergell, et la minorité germanophone est croissante depuis des décennies. À l'origine, le romanche était également parlé, mais cette langue a presque complètement disparue. Le bregagliotto est de plus en plus parlé, qui combine (basé sur le dialecte lombard) des éléments italiens et rhéto-romans avec des mots allemands.

## Administration
Le gouvernement, le conseil local, appelé Municipio, se compose de 7 municipios. Le maire (sindaco) est en juillet 2020 Fernando Giovanoli.

## Culture
En 2015, Bregaglia a reçu le prix Wakker pour ses efforts en faveur de la préservation du patrimoine culturel bâti de la commune.

### Instruction
Vicosoprano abrite une école maternelle et primaire depuis 2009 ; il y a une école secondaire à Stampa, et à Maloja, un jardin d'enfants et une école primaire pour les élèves qui utilisent normalement et couramment deux langues, l'allemand et l'italien.

### Traditions
Au cours de l'année, de nombreux festivals traditionnels de montagne se déroulent dans toute la vallée, mais le plus touchant est certainement celui du 6 décembre, lorsque saint Nicolas part du centre de Vicosoprano avec son âne pour apporter des bonbons et des mandarines au son des cloches.
Le Calendamarzo, ou plus exactement Chalandamarz, est célébré non seulement dans le val Bregaglia mais aussi dans d'autres régions du canton romanche des Grisons, autre tradition importante qui a lieu le 1er mars. Les enfants vont de village en village décorés de fleurs en papier mâché et de cloches à vache, et s'arrêtent sur les places pour chanter des chansons qui évoquent l'arrivée du printemps et la fin de l'hiver.

### Sites patrimoniaux d'importance nationale
Le château de Castelmur, l'église S. Maria et le Palazzo Salis à Bondo, la Casa Antonio No. 139, la Casa Battista no. 131, la Casa Di Mezzo n° 137 et la Cas'Alta n° 120 à Soglio, le palais Castelmur à Stampa, sont classés à l'inventaire suisse des biens culturels d'importance nationale et régionale.

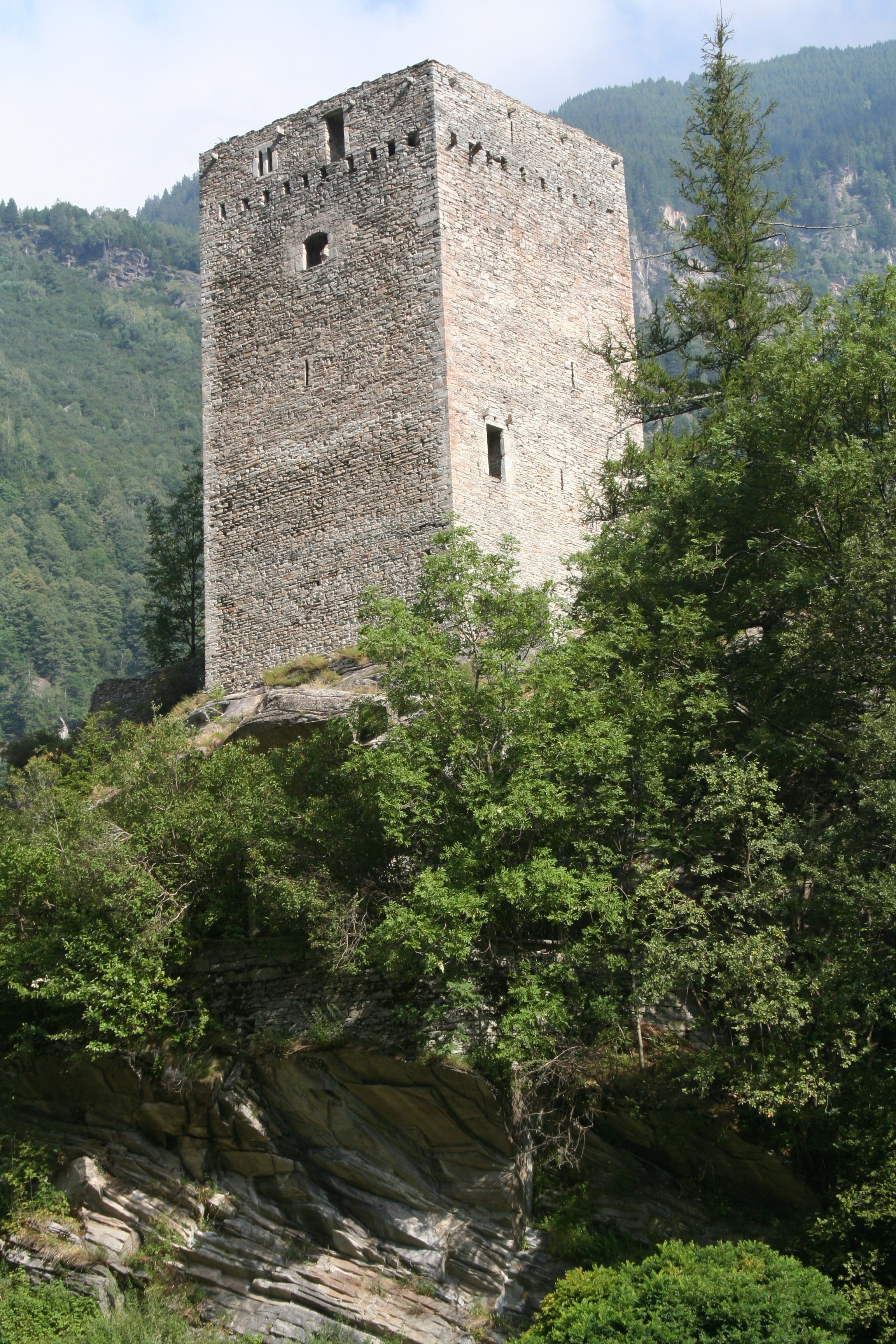
Château de Castelmur, relais romain et forteresse médiévale.
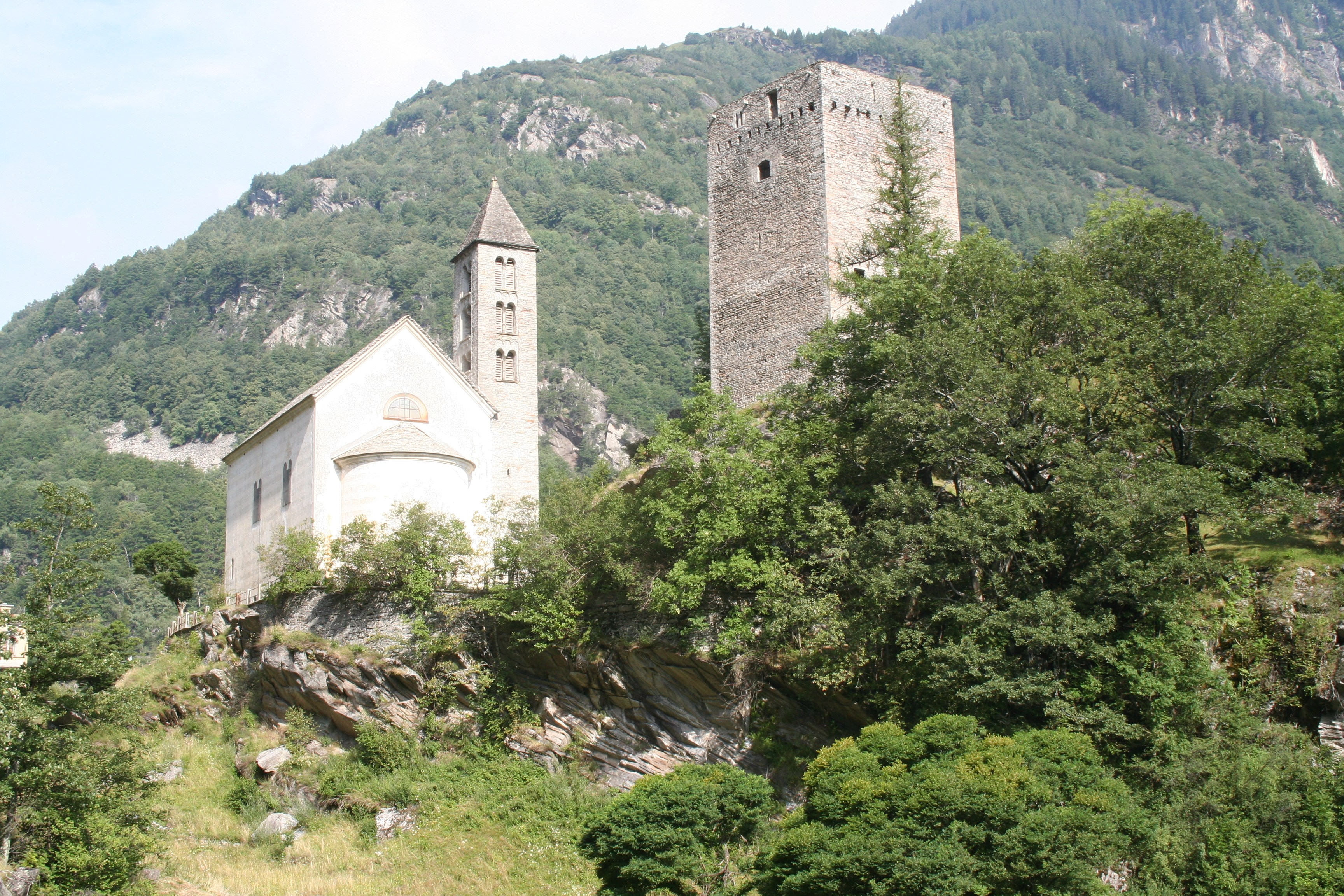
Église réformée di Nossa Donna.
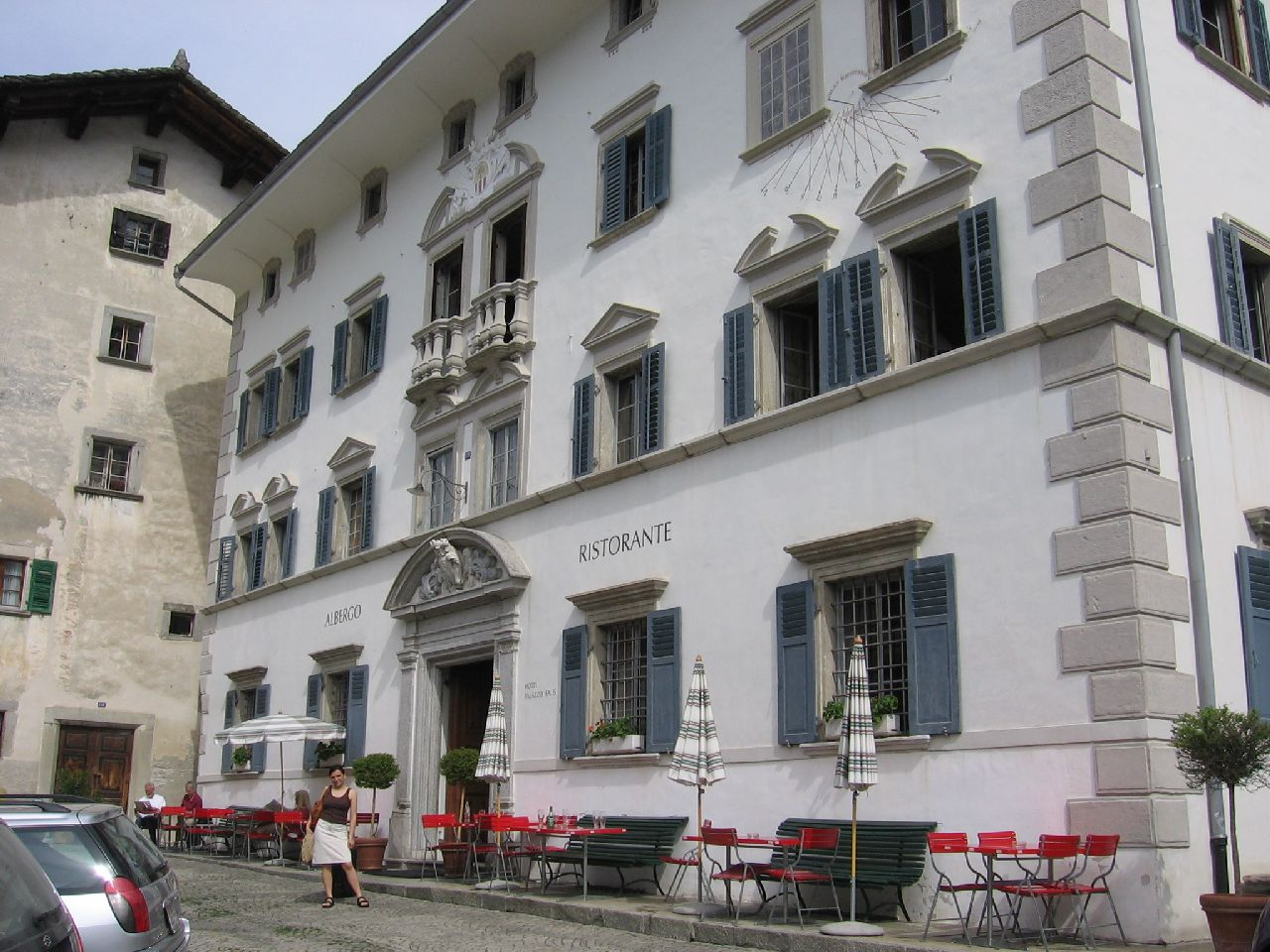
Palazzo Salis.
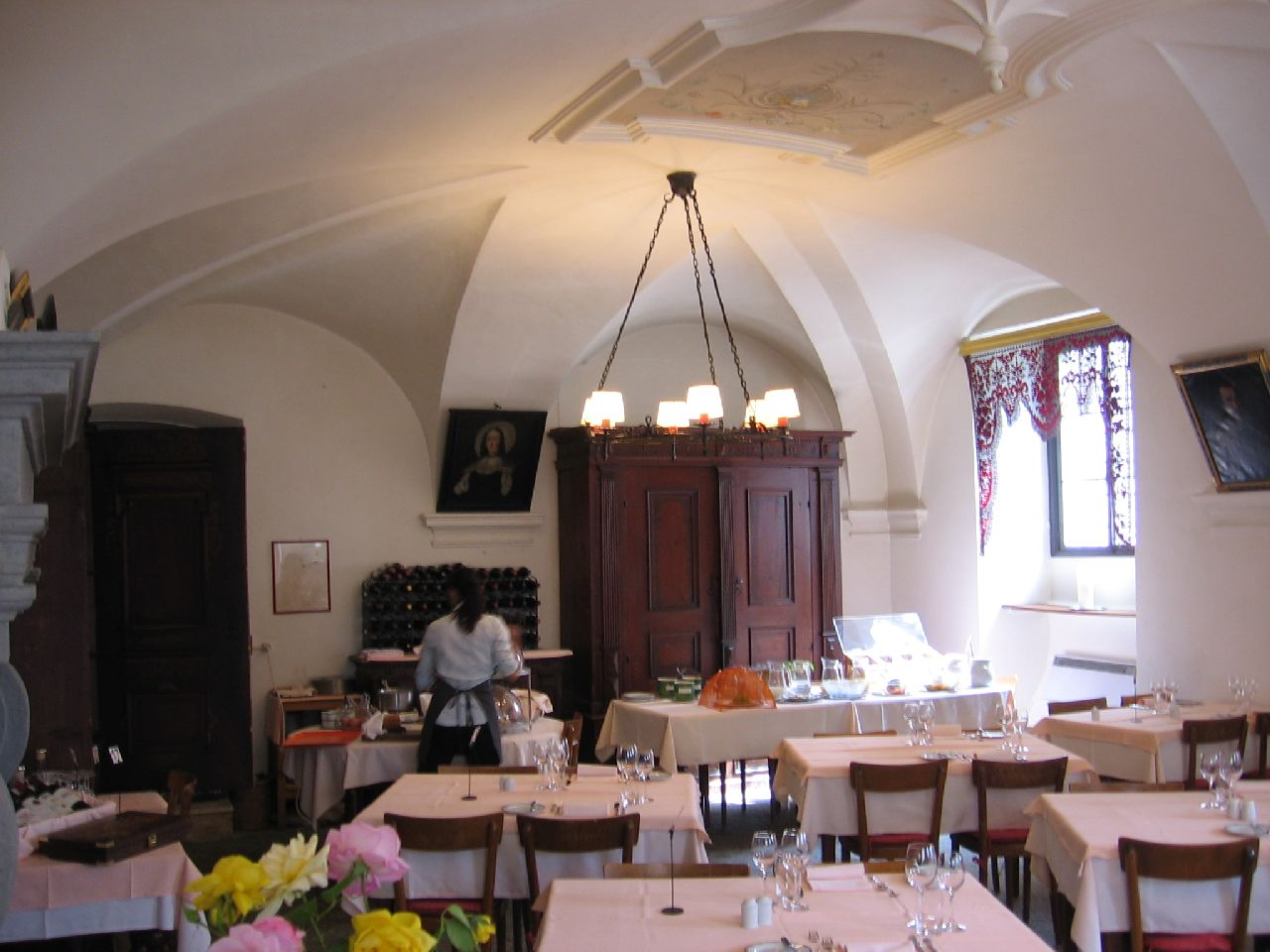
Restaurant de l'Hôtel Palazzo Salis.
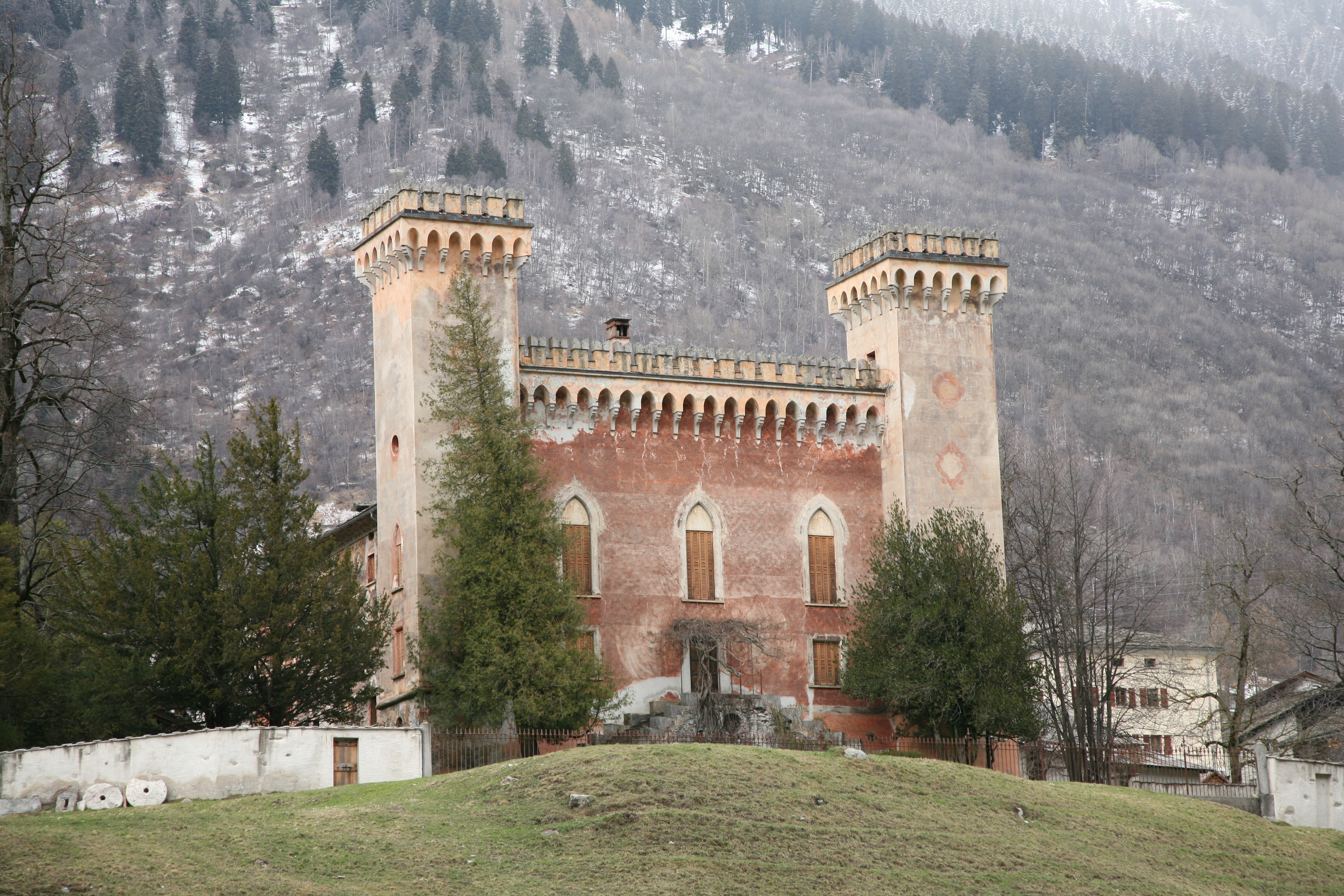
Palais Castelmur.

L'église Sainte-Marie de Castelmur a été en grande partie reconstruite au XIXe siècle, mais possède toujours son campanile roman. S. Maria in Bondo possède également un clocher roman. Cette église a été restaurée au XVIIe siècle mais conserve un important cycle de fresques de la fin du XVe siècle. Le peintre Willy Guggenheim, qui au XXe siècle a capturé une grande partie de l'esprit du village, est inhumé dans le cimetière voisin,. Les autres bâtiments remarquables incluent la Casa Molinari, le Palazzo Scartazzini datant de 1690, le Palazzo Scartazzini am Platz (anciennement Cortini) de 1763 et le Palazzo Salis ; ce dernier fut commencé par Jérôme de Salis-Soglio en 1765 pour sa femme Marie et achevé par leur fils en 1774.

## Économie
En 2014, 896 personnes étaient employées dans la municipalité. 104 personnes au total travaillaient dans 31 entreprises du secteur primaire dont une grande majorité (81,7 %) dans de très petites entreprises (moins de dix employés) ; le reste travaillait dans une petite entreprise avec un total de 19 employés. Le secteur secondaire employait 306 travailleurs dans 45 entreprises distinctes. Une minorité (44,4 %) des salariés du secteur secondaire travaillait dans de très petites entreprises. Il y avait 9 petites entreprises avec un total de 170 employés. Enfin, le secteur tertiaire fournissait 486 emplois dans 147 entreprises. Il y avait 6 petites entreprises avec un total de 142 employés.
En 2014, 1,3 % de la population bénéficiait de l'aide sociale. Au deuxième trimestre 2016, 370 travailleurs en moyenne ont fait la navette depuis l'étranger pour travailler dans la commune, ce qui représente une large minorité des salariés.
En 2015, les hôtels locaux ont totalisé 41 439 nuitées, dont 31,4 % de visiteurs internationaux.
Elektrizitätswerk der Stadt Zürich (EWZ) exploite une centrale électrique à Castasegna.

## Infrastructures et transports
L'axe routier de la commune est la Route principale 3 (Suisse) qui relie la vallée à l'Engadine par le col de la Maloja et à l'Italie à la frontière de Castasegna. Les gares les plus proches sont celles de Chiavenna, gérée par le Rete ferroviaria italiana, et celle de Saint-Moritz, gérée par les Chemins de fer rhétiques.

## Politique
Aux élections fédérales suisses de 2015, le parti le plus populaire était le Parti libéral-radical (FDP) avec 28,3 % des voix. Les trois autres partis les plus populaires étaient l'Union démocratique du centre (UDC) (28,2 %), le BDP (21,5 %) et le Parti socialiste suisse (SP) (12,2 %). Aux élections fédérales, un total de 554 votes ont été exprimés et le taux de participation électorale était de 46,1 %. L'élection de 2015 a vu un grand changement dans le vote par rapport à 2011 : le pourcentage des suffrages reçus par le FDP est passé de 20,5 % en 2011 à 28,3 % en 2015, tandis que le pourcentage reçu par le SP est passé de 17,3 % à 12,2 %.
En 2009, Bregaglia a été la première commune des Grisons italiens à accorder le droit de vote aux étrangers résidents.

## Criminalité
En 2014, le taux de criminalité, sur les plus de 200 infractions répertoriées dans le Code pénal suisse (allant du meurtre, du vol et des voies de fait à l'acceptation de pots-de-vin et à la fraude électorale), était à Bregaglia de 15,3 pour mille habitants, soit environ 23,7 % du taux moyen dans le pays entier. Au cours de la même période, le taux de délits liés à la drogue était de 23 pour mille habitants, soit plus du double du taux national. Le taux d'infraction aux lois sur l'immigration, les visas et les permis de travail était de 4,5 pour mille habitants. Ce taux est supérieur de 246,2 % au taux de l'arrondissement et de 275 % supérieur au taux cantonal.

## Religion
Lors des dernières statistiques concernant la religion majoritaire en 2010, la commune est la seule commune italophone de Suisse à majorité protestante, ce qui contraste avec un monde italophone ultra-majoritairement acquis au catholicisme.
Le protestantisme se répandit dans la vallée notamment grâce au prédicateur de Lucques Michelangelo Florio, condamné à Rome pour hérésie en 1548.

## Personnalités
Le village de Soglio est la commune d'origine de la famille Salis, l'une des familles oligarques des Grisons. Plusieurs maisons Salis sont dans le village : Casa Alta, Casa Battista, Maison de Mezzo et la Casa Antonio. La Casa Battista est maintenant un hôtel — Hotel Palazzo Salis (anciennement Pensione Willy) — tandis que les autres sont des immeubles. Pendant des siècles, la fortune de la famille Salis a influencé la région, et les barres des armoiries familiales sont présentes dans les armoiries de la municipalité, sous le capricorne, qui indique l'appartenance à l'église.
Une famille d'artistes célèbres, les Giacometti, est originaire de Stampa. Les membres les plus célèbres de la famille sont :
- Giovanni Giacometti (1868-1933)
- Augusto Giacometti (1877-1947), cousin de Giovanni
- Alberto Giacometti (1901-1966), fils de Giovanni
- Diego Giacometti (1902-1985), fils de Giovanni
- Bruno Giacometti (1907-2012), fils de Giovanni